# Hydriomena delfini
Hydriomena delfini är en fjärilsart som beskrevs av Beutelspacher 1984. Hydriomena delfini ingår i släktet Hydriomena och familjen mätare. Inga underarter finns listade i Catalogue of Life.